# ريتشارد بيكون
ريتشارد بيكون (بالإنجليزية: Richard Bacon)‏ هو ناقد سينمائي ومقدم تلفزيوني وصحفي بريطاني، ولد في 30 نوفمبر 1975 في منسفيلد ‏ في المملكة المتحدة.

## وصلات خارجية
- ريتشارد بيكون على موقع IMDb (الإنجليزية)
- ريتشارد بيكون على موقع روتن توميتوز (الإنجليزية)
- ريتشارد بيكون على موقع ميوزك برينز (الإنجليزية)
- ريتشارد بيكون على موقع قاعدة بيانات الفيلم (الإنجليزية)